# Hasan Kabze
Hasan Salih Kabze (* 26. Mai 1982 in Ankara) ist ein ehemaliger türkischer Fußballspieler. Er spielte als Stürmer, der oft auf die Flügel auswich.

## Karriere
Er begann seine Karriere beim türkischen Jugendverein Bucaspor, wechselte von da nach Çanakkale Dardanelspor und zur Saison 2003/04 zu Galatasaray Istanbul.
Sein größter Erfolg war der Gewinn des türkischen Pokals 2004/05 mit Galatasaray gegen Fenerbahçe Istanbul und die türkische Meisterschaft in der Saison 2005/06. Aufgrund der Konkurrenz durch Stars wie Hakan Şükür, Necati Ateş und Ümit Karan kam er bei Galatasaray dennoch nur sporadisch zum Einsatz. In der Saison 2007/08 ist Hasan Kabze zum russischen Verein Rubin Kasan gewechselt. Zwischen 2008 und 2009 konnte er mit dem Verein zwei Mal in Folge die russische Meisterschaft gewinnen. Zur Saison 2010/11 wechselt er zum französischen Klub HSC Montpellier.
Zur Rückrunde der Saison 2011/12 wechselte Kabze in die Süper Lig zu Orduspor. Nachdem Orduspor zum Sommer 2013 den Klassenerhalt verpasst hatte, blieb Kabze der Süper Lig treu und wechselte zum Aufsteiger Konyaspor.
Nachdem er sich mit Vertragsende zum Sommer 2015 mit Konyaspor nicht um eine weitere Zusammenarbeit einigen konnte, wechselte er innerhalb der Liga zu Akhisar Belediyespor. Für den Rest der Saison verpflichtete ihn der zentralanatolische Verein Sivasspor. Nach vier Einsätzen ohne Torerfolg wechselte Kabze zurück in die Ägäisregion und unterschrieb beim Zweitligisten Altınordu Izmir. Hier spielte er bis zum Saisonende und beendete seine aktive Karriere.

## Erfolge
Galatasaray Istanbul (2005–2007)
- Türkischer Meister: 2006
- Türkischer Fußballpokal: 2005

Rubin Kasan (2007–2010)
- Russischer Meister: 2008, 2009
- Russischer Fußball-Supercup: 2010